# (32924) 1995 GF6
1995 GF6 (asteroide 32924) é um asteroide da cintura principal. Possui uma excentricidade de 0.11570230 e uma inclinação de 4.86729º.
Este asteroide foi descoberto no dia 6 de abril de 1995 por Spacewatch em Kitt Peak.